# Herb Pisza
Herb Pisza – jeden z symboli miasta Pisz i gminy Pisz w postaci herbu.

## Wygląd i symbolika
Herb przedstawia wizerunek głowy Jana Chrzciciela na złotej misie umieszczonej na środku tarczy herbowej. Pole herbowe jest trójdzielne: dolny pas jest barwy czerwonej, pas górny podzielony na dwie części (strony podane według zasad heraldyki) – prawą białą i lewą czarną.
Czerwony, biały i czarny to barwy herbowe elektora Fryderyka Wilhelma Hohenzollerna, który w 1645 roku nadał Piszowi prawa miejskie.